# Corrado Miraglia
Corrado Miraglia (Palermo, 1821 – Milano, 30 dicembre 1881) è stato un tenore italiano e nei suoi ultimi anni insegnante di canto e impresario teatrale.
Oggi è più noto per aver creato il ruolo di Ismaele nell'opera Nabucco di Giuseppe Verdi, sebbene abbia cantato nelle prime mondiali di molte altre opere meno conosciute. Era sposato con la contralto Giuseppina Brambilla.

## Biografia
Poco si conosce della sua vita e carriera prima della sua esibizione nella prima mondiale di Nabucco nel marzo 1842, a parte la sua apparizione, all'inizio di quell'anno, nel ruolo di Ivanhoe ne Il templario di Bruno Nicolai al Teatro Sociale di Mantova. Aveva solo 21 anni quando cantò questo ruolo di tenore principale a Mantova, e un critico contemporaneo scrisse che la sua esibizione era stata ostacolata da una grave paura del palcoscenico.
Qualunque fossero stati i suoi problemi a Mantova, continuò la sua carriera cantando molti altri ruoli da tenore, anche se in gran parte nei teatri provinciali italiani. Tra questi Nemorino ne L'elisir d'amore, Idreno in Semiramide, Ramiro ne La Cenerentola, Fernando ne La favorita e ruoli da protagonista in Ernani e Roberto il diavolo. Tra i maggiori teatri lirici italiani, cantò al Teatro San Carlo di Napoli, nella stagione 1850, il ruolo di protagonista in Stradella il trovatore di Vincenzo Moscuzza, Lindoro ne L'italiana in Algeri ed Ernesto in Don Pasquale. Cantò al Teatro Regio di Torino nella stagione del carnevale del 1853 interpretando il ruolo di Aménophis in Mosè in Egitto e quello di protagonista nel Buondelmonte di Pacini. Dall'autunno del 1853 al 1855, risiedette a Lisbona, dove cantò diversi ruoli da protagonista al Teatro São Carlos.  Durante questo periodo, venne pubblicato un album di sette canzoni per voce e pianoforte dal titolo Una notte sul Tago e composto da Miraglia su temi popolari della sua nativa Sicilia.
Nel 1857, Miraglia sposò il contralto Giuseppina Brambilla, una delle cinque sorelle che erano tutte cantanti d'opera. Si ritirò dal palcoscenico nel 1862 e divenne tenore solista nel coro del Duomo di Milano. Vi rimase fino al 1872 nonostante uno stipendio molto basso e frequenti problemi di salute. Poco dopo aver assunto l'incarico, Raimondo Boucheron, il maestro di cappella del Duomo, scrisse che la "tecnica del canto e la conoscenza musicale di Miraglia avrebbero potuto abbellire la più illustre delle cattedrali" e che si considerava estremamente fortunato che Miraglia avesse scelto di esibirsi nella sua cattedrale.  Nel 1876 Boucheron dedicò a Miraglia il suo Il sabato verso sera (canone a sei voci: tre soprani e tre tenori.
Negli ultimi dieci anni della sua vita, Miraglia insegnò canto (tra i suoi allievi vi furono Francisco e António D'Andrade) e fu un agente teatrale, occupando gran parte del suo tempo con le carriere di sua nipote Teresina Brambilla e suo marito, il compositore Amilcare Ponchielli. Miraglia morì a Milano all'età di 60 anni.

## Ruoli creati
Di seguito è riportato un elenco di ruoli noti per essere stati creati da Miraglia. Avrebbe anche creato il ruolo di Lamberto in Ubaldo di Valnera al Teatro alla Scala il 18 marzo 1848. Tuttavia, la prima venne cancellata in seguito allo scoppio della rivolta delle Cinque giornate di Milano, lo stesso giorno. L'opera non fu mai più rappresentata e il suo compositore, Paul Lacroix, scomparve dalla scena musicale.
- Ismaele in Nabucco, La Scala, Milano, 9 marzo 1842
- Luigi Capponi in Luisa Strozzi di Antonio Ronzi. Teatro San Benedetto, Venezia, 1844 [5]
- Il conte di San Megrino in Caterina di Clèves di Francesco Chiaromonte, Teatro del Fondo, Napoli, 21 luglio 1850
- Roberto Bruzio (Robert the Bruce) in Edita di Lorno di Giulio Litta, Teatro Carlo Felice, Genova, 1 giugno 1853
- Azim-Bethim in Mocana di Francisco Xavier Migone, Teatro São Carlos, Lisbona, 26 aprile 1854
- Stefano in Stefano Duca di Bari di Domenico Thorner, Teatro São Carlos, Lisbona, 14 gennaio 1855